# Hermine de Saussure
Hermine de Saussure, dite Miette, née le 27 août 1901 à Cologny (Suisse) et morte le 26 février 1984 à Clamart (France), est une navigatrice, écrivaine et femme de lettres suisse.

## Biographie
Fille de Léopold de Saussure, un officier de marine, et de Germaine Duval, et arrière-arrière-petite-fille de Horace-Bénédict de Saussure, elle a une sœur, Yvonne, qui partagea certaines de ses aventures. 
Elle grandit au Creux de Genthod, au bord du lac Léman près de Genève, où elle rencontre Ella Maillart, avec qui elle pratique la voile et le ski.
Ensemble, elles font la traversée de Cannes à la Corse. Elle participe en 1925 à une croisière en Méditerranée de Marseille à Athènes à bord du voilier Bonita avec quatre autres jeunes femmes : sa sœur Yvonne, Mariel Jean-Bruhne, Ella Maillart et Marthe Oulié.
En 1927, elle obtient avec Marthe Oulié le Prix Sobrier-Arnould pour le livre La croisière de Perlette.
En 1930, elle épouse l'archéologue français Henri Seyrig, mariage dont sont issus le compositeur Francis Seyrig et l'actrice Delphine Seyrig.
Dans les années 1950, elle entame l'étude d'un fonds de manuscrits de Jean-Jacques Rousseau détenu par la Bibliothèque publique et universitaire de Neuchâtel, recherche qui aboutit en 1958 à un ouvrage imposant sur « Rousseau et les manuscrits des Confessions ».
Au moment de leur retraite, en 1966, le couple emménage à Neuchâtel.

## Sources
- « Hermine Seyrig-de Saussure, une rousseauiste peu commune », FAN-L’Express,‎ 21 juillet 1984 (lire en ligne)